# Kirkegård
En kirkegård er en begravelsesplads med tilknytning til en kirke.
I Danmark hører næsten alle begravelsespladser under Folkekirken. Resten drives af kommunernes park- og vejafdelinger. I de fleste tilfælde er kirkegården placeret rundt om kirken, men i større byer er det ikke altid tilfældet; her kan kirkegården godt være placeret for sig selv. I disse tilfælde vil der dog ofte være et kirkegårdskapel.

## Assistenskirkegårde
Hvis kirkegården er blevet for lille og ikke kan udbygges, har man oprettet "assistenskirkegårde"  (latin assistens = assisterende). Assistens Kirkegård i København og Assistens Kirkegård i Odense er således begge oprettet, fordi der var for lidt plads på de eksisterende kirkegårde.
Andre assistenskirkegårde findes bl.a i  Fredericia, Haderslev, Køge, Nykøbing Sjælland, Skagen, Svendborg, Dianalund, Lyngby, Skibby, Horns Herred, Terslev, Haslev og på den lille nordjyske ø Hirsholmene. Assistens Kirkegård i København er særlig kendt, fordi en række kendte personer ligger begravet her.

## Galleri
- Panteón inglés, Mexico.
- Kirkegård i Estland.
- Novodevichy Kirkegård i Sankt Petersborg, Rusland.